# Luca Miti
Luca Miti (Roma, 1957) è un musicista e compositore italiano.

## Biografia
Luca Miti studia pianoforte jazz, tecniche vocali estese, flauto a becco barocco, canto gregoriano e "automatons" con Tom Johnson. Dal 1980 lavora come compositore e musicista di musica contemporanea. Il suo lavoro di matrice avanguardistica è incentrato sulla ricerca sulle profondità del suono e oscilla fra attitudini Fluxus e Neo-dada.
Ha collaborato, fra gli altri, con artisti come Albert Mayr, Francesco Michi, Alvin Curran, Mauro Orselli e  Michiko Hirayama.
Il suo repertorio è composto da brani di difficile reperibilità come Keyboard Studies di Terry Riley o composizioni di Takehisha Kosugi e Alvin Curran. Negli ultimi anni si è dedicato ad opere di Tom Johnson e Pauline Oliveros.

## Discografia[3]

### Album[4]
- 1984 - Symphony not for Cage (Cassetta, Tracce)
- 1985 - Un Minuto - con Romeo Sterlacchini (Cassetta, A.e.a)
- 1985 - Possible Plays (Cassetta, Multiple Configuration)
- 1985 - Music For Ned Jackson (Cassetta, Black Box)
- 1986 - The Haikai Experiment (Cassetta, TCG)
- 1986 - Partitures - con Paulo Bruscky (Cassetta, TCG)
- 1987 - Le dernier catalogue. Project for a Network Music (Cassetta, TCG)
- 1989 - Prime danze (Cassetta, autoproduzione)
- 1993 - Musiche sole - Roberto Barbanti e Letizia Bolognesi (LP, Electronikaruna)
- 1998 - Mansions (Cassetta, Electronikaruna/Silenzio, ristampata in CDr+2 tracce extra da Ants nel 2001)
- 1999 - Musica per Fragments 1 - con Francesco Michi (CDr, Cluster)
- 1999 - Musica per Fragments 2 - con Francesco Michi (CDr, Cluster)
- 2000 - Compendium Musicae - con Michiko Hirayama, Mauro Tiberi e Mauro Orselli (CD, ADA/Boxes Edizioni)
- 2000 - The Way Things Are At Present - con Mauro Orselli (CD, ADA/Boxes Edizioni)
- 2002 - 4 oder 5 Hassliche (Klavier) Stucke (CDr, Ants)
- 2003 - Trio Turco (Dieci febbraio duemilatre) - con Chris Blazen e Alex Mendizabal (CDr, autoprodotto)
- 2003 - Spring-Summer 2002 - con Jeph Jerman e Mike Shannon (Cassetta, AARC)
- 2003 - Dripping (CDr, Aleatory productions/Electronikarum)
- 2003 - Patchouli and echoes (2CDr, Disk 777)
- 2005 - Just Before Dawn (CD, Ants)

### Compilation
- 1983 - Mail Music Project - con il brano Untitled (LP, Armadio Officina Audio Editions)
- 1983 - Mission Is Terminated-Nice Tracks - con il brano Cervello (12", Throbbing Gristle/AAVV - Mission Is Terminated/Nice Tracks Nice Label, allegato al Red Ronnie's Bazar di Red Ronnie)
- 1986 - International Sound Communication Compilation Volume Number Eight - con il branoThe Preceding Chat (Cassetta, A Man's Hate Production)
- 1986 - Insane Music For Insane People Vol. 9 - con il brano Vallinfante (Cassetta, Insane Music)
- 1986 - Out Of Standard!! - Italia 2 - con il brano Serenata II, Di Passaggio (Incontri) (Cassetta, *ADN)
- 1987 - Cabbage 4 - con il brano Plouton (Prologos-Parados) (Cassetta, Cauchy Productions)
- 1987 - The Storm Of The Passion - con il brano Musica Relativa (Cassetta, Sicktone r.e.c.o.r.d.s./Expect Nøthing)
- 1990 - Rap'n Crack - con il brano Ngartyi Kintya (Cassetta, Insane Music)
- 2003 - Anomalous Silencer No. 6 - con il brano Prelude (Cassetta, Napalmed)
- 2007 - The Vegetable Man Project Vol. 5 - con il brano Vegetable Man (CD, Yellow Shoes Records)